# Mesquita de Bajazeto

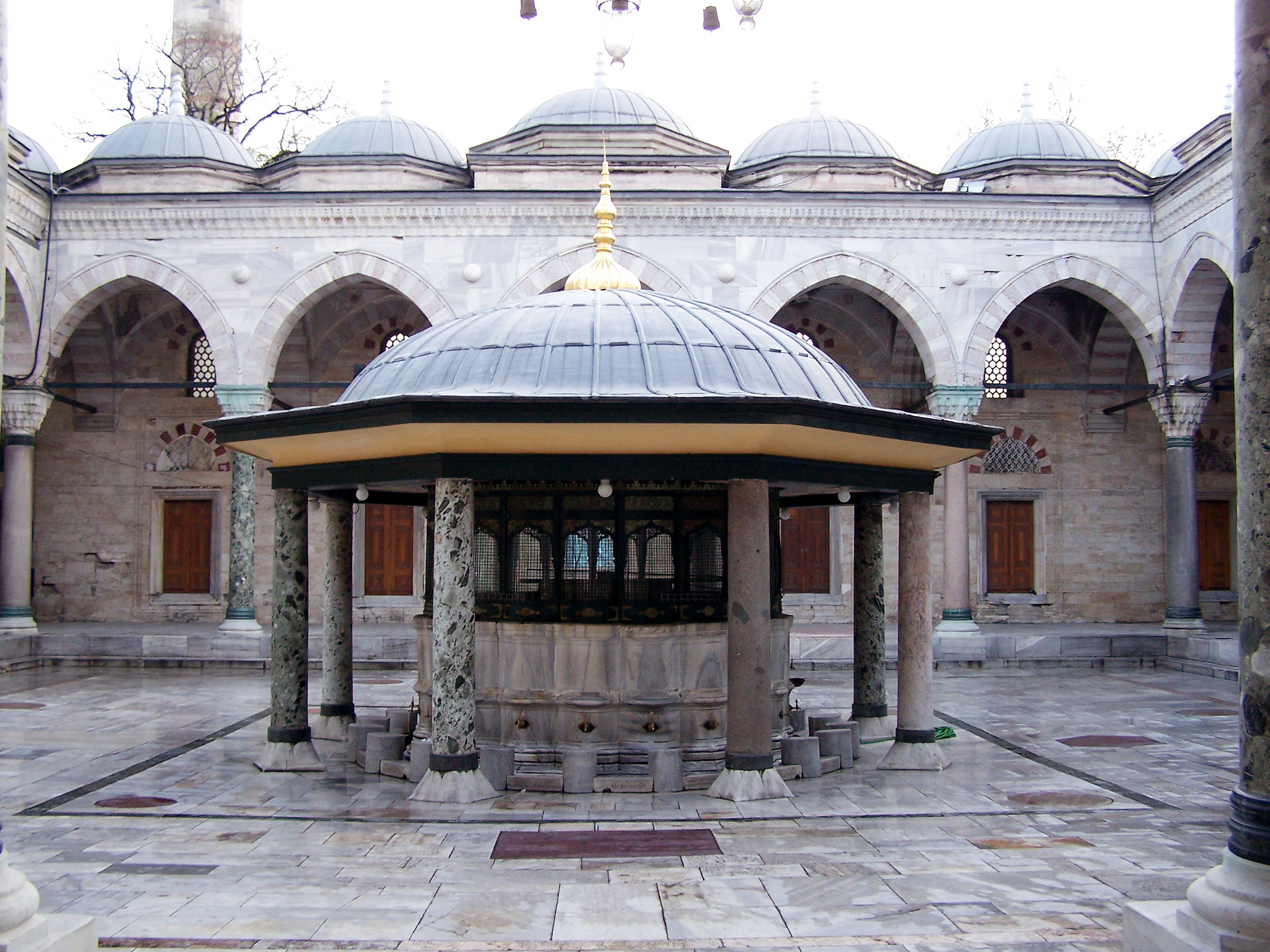
Pátio

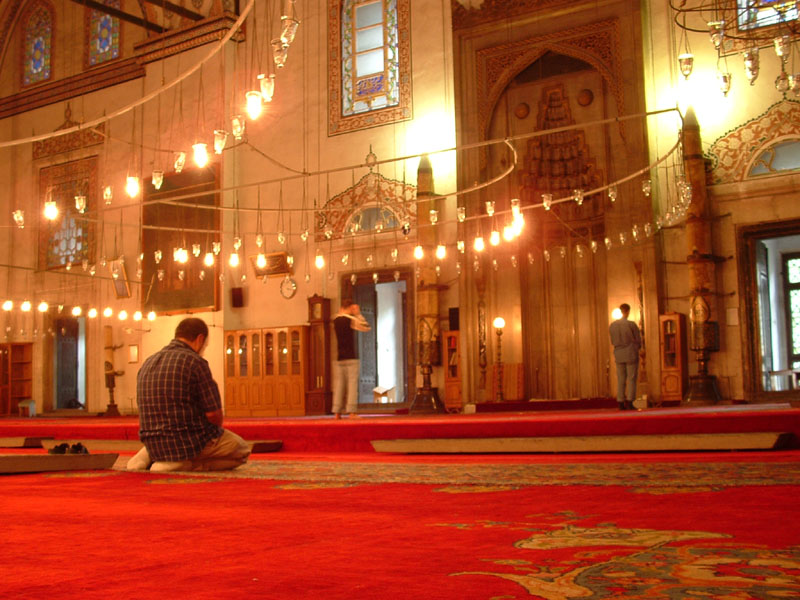
Interior

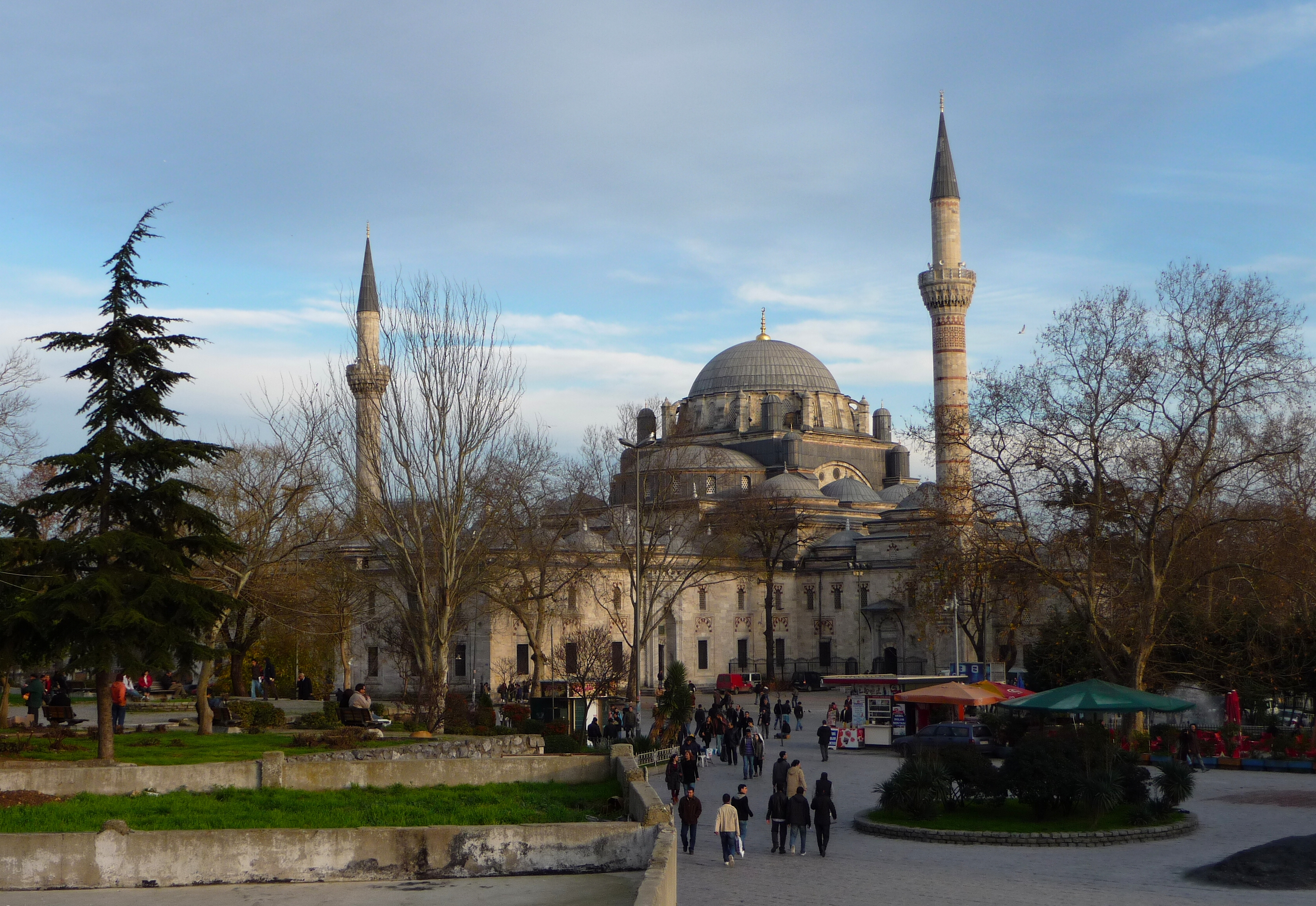
Outra vista exterior da mesquita

A Mesquita de Bajazeto (em turco: Bayezid ou Beyazıt Camii) é uma mesquita otomana situada no  distrito de Fatih, Istambul, Turquia. A mesquita situa-se na área e praça do mesmo nome, junto ao local onde se erguia o Fórum de Teodósio da antiga Constantinopla.

## História
A mesquita foi mandada construir pelo sultão Bajazeto II em 1501. Foi a segunda grande mesquita imperial a ser construída em Istambul a seguir à conquista turca da cidade. As pedras usadas na construção foram trazidas da famosa igreja da Nascente da Vida (em grego:  Ζωοδόχος Πηγή), que foi destruída pelos turcos.
Dado que a primeira mesquita imperial, do Conquistador, foi destruída por terramotos, o primeiro deles pouco depois da conclusão da Mesquita de Bajazeto, sendo completamente reconstruída num estilo diferente do original, o "complexo Beyazidye" tem uma grande importância histórica e arquitetónica. Do seu arquiteto, Iacube Sa ibne Sultão Sa, pouco se sabe para além de que também foi o autor de um caravançarai em Bursa. No entanto, o apurado estilo da mesquita revela que o arquiteto tinha bons conhecimentos sobre arquitetura otomana anterior e sobre técnicas ocidentais de arquitetura. O külliye (complexo de edifícios com fins sociais e de educação) que a rodeia datam da mesma época da mesquita e dele fazem parte um madraçal (escola islâmica), uma escola primária, um imaret (refeitório de beneficência) e um hamame.
A cúpula foi parcialmente reconstruída depois de um terramoto em 1509 e o arquiteto imperial Mimar Sinan liderou outros restauros entre 1573 e 1574. Os minaretes originais arderam separadamente em 1683 e 1764. Uma inscrição por cima da entrada do pátio sugere que em 1767 foram feitas mais reparações.

## Arquitetura

### Exterior
O eixo da mesquita está orientado a noroeste-sudeste. A noroeste há um pátio cuja área é praticamente igual à da mesquita propriamente dita. O pátio tem portais monumentais em cada um dos lados e é um peristilo com vinte colunas antigas de pórfiro, brecha verde e granito provenientes de antigas igrejas e outras ruínas. A colunata é coberta por 24 pequenas cúpulas nos quatro lados e o pavimento é de mármore multicolor.
A mesquita propriamente dita é aproximadamente um quadrado com 40 metros de lado com uma cúpula com 17 metros de diâmetro. A estrutura está construída de forma a que a cúpula central seja suportada por quatro semicúpulas que a rodeiam. Toda a pedra é proveniente de ruínas bizantinas próximas.

### Interior
O interior teve como modelo a Basílica de Santa Sofia, embora em menor escala. Além da grande cúpula central, a nave é coberta com com semicúpulas a ocidente e oriente, enquanto que a norte e a sul se estendem corredores laterais, cada um com quatro pequenas cúpulas, que aumentam o comprimento da mesquita, mas não estão divididos em galerias. A cúpula é suportada por gigantescos pilares com decorações pendentes. O espaço é iluminado com vinte janelas na base da cúpula central e sete janelas em cada uma das semicúpulas, além de duas filas de janelas nas paredes.
No lado ocidental, um corredor largo estende-se consideravelmente para além da estrutura principal do edifício. As alas laterais, originalmente projetado como quatro salas abobadadas onde funcionava um hospital para dervixes nómadas, foram integradas na sala de oração no século XVI e atualmente consistem em três salas consecutivas separadas por arcadas. No final destas alas encontram-se dois minaretes. O antigo madraçal é atualmente a Biblioteca Municipal de Istambul.

### Outras estruturas
Atrás da mesquita há um pequeno jardim onde se encontram os türbe (mausoléus) do sultão Bajazeto II, da sua filha Seljuque Catum e do grão-vizir Koca Mustafá Raxide Paxá. Abaixo do jardim há uma arcada com lojas cujas rendas eram originalmente destinadas a custear a mesquita. A arcada foi desenhada por Mimar Sinan em 1580 e extensivamente restaurada na década de 1960. O antigo refeitório foi convertido na Biblioteca Estatal de Istambul pelo sultão Abdulamide II em 1882 e contém mais de 120 000 livros e 7 000 manuscritos.